# Nelsinho Baptista
Nelsinho Baptista, född 22 juli 1950, är en brasiliansk tidigare fotbollsspelare och tränare.
Han blev utsedd till J.League "Manager of the Year" 2011.